# アンリ・シェフェール
アンリ・シェフェール（Henry Scheffer　または、Henri Scheffer、ドイツ語名ヘンドリック・シェーファー、Hendrik Scheffer、1798年9月25日 - 1862年3月15日）はドイツ出身の父親とオランダ出身の母親の間にうまれて、フランスで活動した画家である。

## 略歴
デン・ハーグで生まれた。父親はドイツ出身の肖像画家の、ヨハン・ベルンハルト・シェーファー（Johan Bernard Scheffer、フランス語名、ジャン＝バプティスト・シェフェール、Jean-Baptiste Scheffer:1764-1809）で、ルイ・ボナパルトが国王であったホラント王国の宮廷画家として働いた。母親はオランダの画家、アリー・ランメ(Arie Lamme:1748-1801)の娘で、画家のコーネリア(Cornelia Scheffer:1769-1839)である。兄に画家になったアリ・シェフェール(Ary Scheffer:1795-1858)と作家、ジャーナリストになったアーノルド・シェフェール(Karel Arnold Scheffer:1796–1853) がいる。
1809年に父親が亡くなり、1811年に母親と兄弟はパリに移った。父親の死や、フランスの第一帝政の終焉などによってもたらされた家族の苦しい生活の時代はシェフェールの兄弟をボナパリストにした。1813年に兄のアリ・シェフェールが学んでいた、ピエール＝ナルシス・ゲラン（Pierre-Narcisse Guérin）の工房に入った。1824年からサロン・ド・パリに出展を始めた。
歴史画、風俗画、肖像画を描いた。
兄のアリ・シェフェールの成功と、7月王政の王族とのつながりからアンリ・シェフェールも画家とし成功した。
1856年に娘のコルネリー(Cornélie Scheffer)は思想家のエルネスト・ルナンと結婚した。いとこのアリー・ヨハネス・ランメ(Arie Johannes Lamme:1812-1900)を教えた。
63歳でパリで没した。

## 作品
- 「ジャンヌ・ダルク」(1843)
- ジュマップの戦い (1834)
- カッセルの戦い

- アモーリ・ド・モンフォール
- 最初の子供 (1780)
- Blaise de Montluc
- ルイ・ジョゼフ・ド・ブルボン